# NGC 5485
NGC 5485 este o liner situată în constelația Ursa Mare. A fost descoperită în 14 aprilie 1789 de către William Herschel. Se află la o distanță de 26,67 de megaparseci de Pământ.